# 艾谢·迪瓦卡
艾谢·迪瓦卡（Akshay Dewalkar，1988年7月2日—），印度男子羽毛球運動員，專長雙打項目。

## 簡歷
2009年11月，艾谢·迪瓦卡出戰印度羽毛球大獎賽，分別跟吉希奴·桑亚尔和普拉迪亚·加德雷合作打進男雙決賽和混雙四強。
2015年8月，艾谢·迪瓦卡參加印尼雅加達舉行的世界羽毛球錦標賽，與普拉纳·杰里·乔普拉合作出戰男子雙打項目，他們在首圈以2-1反勝俄羅斯組合晉級，但在第二圈就以0比2（16-21、12-21）不敵10號種子、丹麥的马德斯·康拉德-彼德森/马德斯·皮勒尔·科尔丁出局。

## 主要比賽成績
只列出曾進入準決賽的國際賽事成績：
| 年份   | 賽事                   | 公開賽級別 | 項目     | 拍檔               | 成績   |
| ------ | ---------------------- | ---------- | -------- | ------------------ | ------ |
| 2009年 | 樂魚羽毛球國際系列賽   | 國際系列賽 | 男子雙打 | 吉希奴·桑亚尔      | 準決賽 |
| 2009年 | 澳洲羽毛球大獎賽       | 大獎賽     | 男子雙打 | 吉希奴·桑亚尔      | 準決賽 |
| 2009年 | 印度羽毛球大獎賽       | 大獎賽     | 男子雙打 | 吉希奴·桑亚尔      | 亞軍   |
| 2009年 | 印度羽毛球大獎賽       | 大獎賽     | 混合雙打 | 普拉迪亚·加德雷    | 準決賽 |
| 2010年 | 印度羽毛球國際挑戰賽   | 國際挑戰賽 | 男子雙打 | 阿倫·維什奴        | 亞軍   |
| 2011年 | 保加利亞羽毛球國際賽   | 國際挑戰賽 | 男子雙打 | 普拉纳·杰里·乔普拉 | 準決賽 |
| 2011年 | 瑞士羽毛球國際賽       | 國際挑戰賽 | 男子雙打 | 普拉纳·杰里·乔普拉 | 亞軍   |
| 2011年 | 印度羽毛球國際挑戰賽   | 國際挑戰賽 | 男子雙打 | 普拉纳·杰里·乔普拉 | 冠軍   |
| 2013年 | 保加利亞羽毛球國際賽   | 國際挑戰賽 | 男子雙打 | 普拉纳·杰里·乔普拉 | 準決賽 |
| 2013年 | 瑞士羽毛球國際賽       | 國際挑戰賽 | 男子雙打 | 普拉纳·杰里·乔普拉 | 準決賽 |
| 2013年 | 印度羽毛球國際挑戰賽   | 國際挑戰賽 | 男子雙打 | 普拉纳·杰里·乔普拉 | 準決賽 |
| 2013年 | 印度羽毛球國際挑戰賽   | 國際挑戰賽 | 混合雙打 | 普拉迪亚·加德雷    | 冠軍   |
| 2014年 | 印度羽毛球黃金大獎賽   | 黃金大獎賽 | 男子雙打 | 普拉纳·杰里·乔普拉 | 準決賽 |
| 2014年 | 斯里蘭卡羽毛球國際賽   | 國際挑戰賽 | 混合雙打 | 普拉迪亚·加德雷    | 冠軍   |
| 2014年 | 印度羽毛球國際挑戰賽   | 國際挑戰賽 | 女子雙打 | 普拉迪亚·加德雷    | 亞軍   |
| 2015年 | 印度羽毛球黃金大獎賽   | 黃金大獎賽 | 男子雙打 | 普拉纳·杰里·乔普拉 | 準決賽 |
| 2015年 | 波蘭羽毛球公開賽       | 國際挑戰賽 | 混合雙打 | 普拉迪亚·加德雷    | 亞軍   |
| 2015年 | 俄羅斯羽毛球大獎賽     | 大獎賽     | 混合雙打 | 普拉加克塔·沙旺特  | 準決賽 |
| 2015年 | 巴林羽毛球國際挑戰賽   | 國際挑戰賽 | 男子雙打 | 普拉纳·杰里·乔普拉 | 準決賽 |
| 2015年 | 孟加拉羽毛球國際挑戰賽 | 國際挑戰賽 | 男子雙打 | 普拉纳·杰里·乔普拉 | 冠軍   |
| 2015年 | 印度羽毛球國際挑戰賽   | 國際挑戰賽 | 男子雙打 | 普拉纳·杰里·乔普拉 | 亞軍   |
| 2016年 | 印度羽毛球黃金大獎賽   | 黃金大獎賽 | 男子雙打 | 普拉纳·杰里·乔普拉 | 亞軍   |
| 2016年 | 亞洲羽毛球團體錦標賽   | 其他       | 男子團體 | －                 | 季軍   |
| 2016年 | 挪威羽毛球國際賽       | 國際系列賽 | 男子雙打 | 塔伦·科纳          | 亞軍   |

| 2007-2017年 | 首要超級賽 | 超級賽 | 黃金大獎賽 | 大獎賽 | 國際挑戰賽 | 國際系列賽 | 未來系列賽 | 其他 |

| 2018-2026年 | 總決賽 | 超級1000賽 | 超級750賽 | 超級500賽 | 超級300賽 | 超級100賽 | 國際挑戰賽 | 國際系列賽 | 未來系列賽 | 其他 |

### 奧運會和世錦賽參賽紀錄
|          | 搭檔               | 2009 | 2010 | 2011 | 2012 | 2013        | 2014 | 2015 |
| -------- | ------------------ | ---- | ---- | ---- | ---- | ----------- | ---- | ---- |
| 男子雙打 | 吉希奴·桑亚尔      | 32強 | －   | －   | －   | －          | －   | －   |
| 男子雙打 | 普拉纳·杰里·乔普拉 | －   | －   | －   | －   | 48強 (退賽) | 32強 | 32強 |